# Undead (sang)
 For alternative betydninger, se Undead. (Se også artikler, som begynder med Undead)
Undead er den første single udgivet af det amerikanske Rap-rock-band Hollywood Undead.